# NGC 2188
NGC 2188 è una galassia a spirale barrata, vista di taglio, situata nella costellazione della Colomba, a una distanza di circa 24 milioni di anni luce dalla nostra Via Lattea.

## Scoperta
La galassia è stata scoperta il 9 gennaio 1836 dall'astronomo britannico John Herschel.

## Descrizione
NGC 2188 ha una classe di luminosità V e presenta una larga riga a 21 cm dell'idrogeno neutro.